# Петровское (Енакиевский городской совет)
Петровское (укр. Петрівське) / Кринички (укр. Кринички) — село на Украине, находится в Енакиевском горсовете Донецкой области. Находится под контролем самопровозглашённой Донецкой Народной Республики.

## География
В Донецкой области находятся ещё 11 одноимённых населённых пунктов, в том числе посёлок Петровское в соседнем Ясиноватском районе; посёлок Петровское к востоку от пгт. Еленовка в Волновахском районе; сёла Петровское Стыльского сельсовета и Петровское Петровского сельсовета в Старобешевском районе; Петровское в Шахтёрском районе и Петровское в Тельмановском районе.

#### Соседние населённые пункты по странам света
СЗ: Пантелеймоновка, Васильевка, Лебяжье
З: Рясное
ЮЗ: Ясиновка
Ю: Путепровод, Криничная, город Макеевка
С: Корсунь
СВ: Шевченко
В: Новосёловка
ЮВ: Ханженково-Северный, Новый Свет, Монахово, Красная Заря

## История
12 мая 2016 года Верховная Рада Украины присвоила селу название Кринички в рамках кампании по декоммунизации на Украине. Переименование не было признано властями самопровозглашенной ДНР.

## Население
Население по переписи 2001 года составляло 84 человека.

## Адрес местного совета
86499, Донецкая область, Енакиевский горсовет, пгт.Корсунь, ул.Вокзальная, 96, тел. 3-20-62. Телефонный код — 6252.